# Ludaversal
Ludaversal ist das neunte Soloalbum des US-amerikanischen Rappers Ludacris. Es erschien am 30. März 2015 über die Labels Disturbing tha Peace und Def Jam Recordings als Standard- und Deluxe-Edition.

## Produktion
Bei dem Album fungierten Ludacris, Chaka Zulu und Jeff Dixon als ausführende Produzenten. Drei Lieder des Albums wurden von dem Musikproduzenten-Team Da Internz produziert, während Illmind zwei Instrumentals beisteuerte. Weitere Beats stammen von Mike Will Made It, David Banner, Just Blaze, Syk Sense, 1500 or Nothin’, Kyle Justice, J.U.S.T.I.C.E. League, Frank Dukes, Lil Ronnie sowie Mel & Mus. Die Songs der Deluxe-Edition wurden zudem von Alex da Kid, DJ Pain 1, T-Minus, Bigg D und Steven Q-Beatz produziert.

## Covergestaltung
Das Albumcover der Standard-Edition zeigt ein silbernes Auto, das vor einem Flugzeug steht. Im Himmel am oberen Bildrand befinden sich die Schriftzüge Ludacris in Gold und Ludaversal in Rot. Das Cover der Deluxe-Edition ist in Schwarz-weiß gehalten und aus einer anderen Perspektive aufgenommen: Das Flugzeug befindet sich links und das Auto rechts im Bild. Die Schriftzüge stehen ebenfalls am oberen Bildrand.

## Gastbeiträge
Auf vier bzw. acht Liedern des Albums sind neben Ludacris andere Künstler vertreten. So ist der Sänger Miguel am Song Good Lovin beteiligt, während der Rapper Big K.R.I.T. auf Come and See Me zu hören ist. Ludacris arbeitet auf Not Long mit dem Musiker Usher zusammen, während er auf Ocean Skies von der Sängerin Monica unterstützt wird. Auf der Deluxe-Edition treten außerdem die Sänger CeeLo Green (Problems), John Legend (In My Life) und Jason Aldean (Burning Bridges) sowie der Rapper Rick Ross (Money) in Erscheinung.

## Titelliste
| #  | Titel                       | Gastmusiker  | Produzent                           | Länge |
| -- | --------------------------- | ------------ | ----------------------------------- | ----- |
| 1  | Ludaversal (Intro)          |              | David Banner                        | 3:35  |
| 2  | Grass Is Always Greener     |              | Da Internz                          | 3:15  |
| 3  | Call Ya Bluff               |              | Syk Sense                           | 3:07  |
| 4  | Lyrical Healing             |              | Illmind, Frank Dukes                | 1:15  |
| 5  | Beast Mode                  |              | 1500 or Nothin’                     | 3:36  |
| 6  | Viagra (Skit)               |              |                                     | 1:44  |
| 7  | Get Lit                     |              | Da Internz, Lil Ronnie              | 3:59  |
| 8  | Come and See Me (Interlude) |              |                                     | 1:16  |
| 9  | Come and See Me             | Big K.R.I.T. | Mike Will Made It                   | 4:24  |
| 10 | Good Lovin                  | Miguel       | Da Internz                          | 3:42  |
| 11 | Ocean Skies                 | Monica       | Kyle Justice, J.U.S.T.I.C.E. League | 4:49  |
| 12 | Not Long                    | Usher        | Mel & Mus                           | 4:13  |
| 13 | Charge It to the Rap Game   |              | Illmind                             | 3:50  |
| 14 | This Has Been My World      |              | Just Blaze                          | 6:30  |

Bonussongs der Deluxe-Edition:
| #  | Titel           | Gastmusiker  | Produzent              | Länge |
| -- | --------------- | ------------ | ---------------------- | ----- |
| 15 | Money           | Rick Ross    | DJ Pain 1              | 4:52  |
| 16 | Problems        | CeeLo Green  | T-Minus                | 3:58  |
| 17 | In My Life      | John Legend  | Bigg D, Steven Q-Beatz | 4:52  |
| 18 | Burning Bridges | Jason Aldean | Alex da Kid            | 4:04  |

## Chartplatzierungen und Singles
Ludaversal stieg am 18. April 2015 auf Platz 3 in die US-amerikanischen Albumcharts ein und konnte sich insgesamt sieben Wochen in den Top 200 halten. Im Vereinigten Königreich belegte das Album Rang 86, wogegen es in Deutschland die Charts verpasste.
Als Singles wurden die Lieder Good Lovin, Come and See Me und Grass Is Always Greener ausgekoppelt.

## Rezeption
David Maurer von laut.de bewertete das Album mit drei von möglichen fünf Punkten. Ludacris präsentiere sich „in technischer Hochform“ und sei „hungrig wie am ersten Tag“. Nach neun starken Liedern nehme das Niveau in den letzten fünf Stücken allerdings ab, wobei vor allem die Gastbeiträge von Monica und Usher als „schmalziges Geträller“ kritisiert werden.